# Bahnstrecke Barre–Graniteville
| Streckenlänge: | ca. 5 km             |                                      |                                      |
| Spurweite: | 1435 mm (Normalspur) |                                      |                                      |
| |                      |                                      |                                      |
| \| \| \| von Barre Transfer \| \| \| \| \| von Montpelier Jct. und Williamstown \| \| \| \| 0 \| Barre VT \| Barre VT \| \| \| \| Jail Branch River \| \| \| \| \| Spitzkehre, keine Dienststelle \| \| \| \| \| \| \| \| \| 3 \| Websterville VT \| Websterville VT \| \| \| \| nach East Barre \| \| \| \| \| Anschlüsse zu Granitsteinbrüchen \| \| \| \| 5 \| Graniteville VT (auch Langdon´s) \| Graniteville VT (auch Langdon´s) \| \| \| \| Anschlüsse zu Granitsteinbrüchen \| \| |                      |                                      |                                      |
| Strecke |                      | von Barre Transfer                   | von Barre Transfer                   |
| Abzweig geradeaus und ehemals von rechts |                      | von Montpelier Jct. und Williamstown | von Montpelier Jct. und Williamstown |
| Dienststation / Betriebs- oder Güterbahnhof | 0                    | Barre VT                             | Barre VT                             |
| Brücke über Wasserlauf |                      | Jail Branch River                    | Jail Branch River                    |
| Abzweig nach rechts und von rechts |                      | Spitzkehre, keine Dienststelle       | Spitzkehre, keine Dienststelle       |
| Abzweig nach links und von links · Strecke von rechts |                      |                                      |                                      |
| Strecke · Dienststation / Betriebs- oder Güterbahnhof | 3                    | Websterville VT                      | Websterville VT                      |
| Strecke · Abzweig geradeaus und ehemals nach links |                      | nach East Barre                      | nach East Barre                      |
| Strecke · Strecke nach links |                      | Anschlüsse zu Granitsteinbrüchen     | Anschlüsse zu Granitsteinbrüchen     |
| Betriebs-/Güterbahnhof Strecke ab hier außer Betrieb | 5                    | Graniteville VT (auch Langdon´s)     | Graniteville VT (auch Langdon´s)     |
| Strecke (außer Betrieb) |                      | Anschlüsse zu Granitsteinbrüchen     | Anschlüsse zu Granitsteinbrüchen     |

Die Bahnstrecke Barre–Graniteville ist eine eingleisige Eisenbahnstrecke in Vermont (Vereinigte Staaten). Sie ist etwa fünf Kilometer lang und bindet die Stadt Barre an die Orte Websterville und Graniteville, sowie zahlreiche Granitsteinbrüche an. Die Strecke wird durch die Washington County Railroad im Güterverkehr betrieben.

## Geschichte
Als 1887 die Central Vermont Railroad mit dem Bau einer Strecke in das Granitabbaugebiet südlich von Barre begann, wollte auch die Montpelier and Wells River Railroad eine Anbindung an die Steinbrüche erreichen. Anfang 1888 wurde die Trasse festgelegt. Aufgrund des starken Geländeanstiegs südlich von Barre musste hier neben einer Spitzkehre eine Steilstrecke mit einer Steigung von 264 Fuß pro Meile (etwa 5 %) eingebaut werden. Die Bahnstrecke galt lange als die steilste Adhäsionsbahn östlich des Mississippi. Am 9. April 1888 wurde die Barre Railroad gegründet. Mit den Anschlussgleisen wurden insgesamt 32 Kilometer Strecken verlegt. Am 18. Dezember 1888 wurde das Hauptgleis nach Graniteville zusammen mit etwa zehn Kilometern Anschlussgleisen eröffnet. Im März 1889 waren auch die übrigen Anschlüsse fertiggestellt. Mitte Juni 1889 nahm die Bahngesellschaft den Personenverkehr nach Graniteville auf. Ein Fahrplan vom Januar 1893 sah montags bis freitags zwei Zugpaare nach Langdon´s (Graniteville) und ein weiteres nach Websterville vor, samstags fuhren vier Züge je Richtung nach Graniteville und sonntags ruhte der Betrieb.
1893 pachtete die Montpelier&Wells River die Strecke. Die Betriebsführung oblag weiterhin der Barre Railroad. Bis Ende 1896 waren weitere elf Kilometer Anschlussgleise gebaut worden. Insgesamt wurden nun 76 einzelne Steinbrüche und 83 Ladekräne für Granit bedient. Bis zu diesem Zeitpunkt hatte die Bahn 29200 Wagenladungen Granit und 118000 Fahrgäste, größtenteils die Arbeiter der Steinbrüche aber auch Ausflügler, befördert. 1913 übernahm die Barre and Chelsea Railroad die Bahnstrecke. Sie stellte 1922 den Personenverkehr ein. 1957 übernahm die Montpelier and Barre Railroad die Strecke und seit 1981 betreibt den Güterverkehr nach Graniteville die Washington County Railroad.

## Streckenbeschreibung
Die Strecke beginnt im Bahnhof Barre und führt zunächst nach Süden durch die Stadt. Entlang der steil ansteigenden Quarry Hill Road erreicht die Bahntrasse nach etwa zwei Kilometern die Spitzkehre. Das Gleisende befindet sich an der Sterling Hill Road. Der bergauf führende Ast der Spitzkehre verläuft in einem großen Bogen ostwärts nach Websterville. An den Bahnhof Websterville schließen sich die ersten Anschlussgleise an die Steinbrüche an, von denen eines noch bedient wird. Die eigentliche Strecke nach Graniteville verlässt den Bahnhof wieder westwärts, die nach Graniteville durchlaufenden Züge benutzten den Bahnhof also als zweite Spitzkehre. Die Strecke führt südwestlich durch den Wald bis Graniteville, wo sich der Personenendbahnhof befand. Weitere mittlerweile stillgelegte Anschlüsse verbanden diesen Bahnhof mit den umliegenden Steinbrüchen. Über die verschiedenen Anschlussgleise war eine Zeit lang ein Ring um den Millstone Hill entstanden, die östliche Verbindung zwischen Websterville und Graniteville ist jedoch stillgelegt und teilweise durch den Granitabbau nicht mehr vorhanden.